# 17509 Ikumadan
17509 Ikumadan è un asteroide della fascia principale. Scoperto nel 1992, presenta un'orbita caratterizzata da un semiasse maggiore pari a 2,3189138 UA e da un'eccentricità di 0,2535360, inclinata di 8,12365° rispetto all'eclittica.